# UEFA Champions League kvalifikationsfase og playoffrunde 2014-15
UEFA Champions League kvalifikationsfase og playoffrunde 2014-15 finder ti af de 32 hold der skal spille i gruppespillet.

## Hold
Herunder er holdene der deltog i UEFA Champions League 2014-15, samt deres UEFA-koefficienter. grouped by their starting rounds.
| Nøgle til farverne                                                          |
| --------------------------------------------------------------------------- |
| Vinderne af play-off runden avancerede til gruppespillet                    |
| Taberne i play-off runden indgik i Europa League gruppespillet              |
| Taberne i tredje kvalifikationsrunde indgik i Europa League Play-off runden |

| Hold             | Coeff     |
| Ligavejen        | Ligavejen |
| ---------------- | --------- |
| Arsenal          | 112.949   |
| Porto            | 105.459   |
| Bayer Leverkusen | 70.328    |
| Napoli           | 61.387    |
| Athletic Bilbao  | 54.542    |

| Hold                   | Coeff       |
| Mestervejen            | Mestervejen |
| ---------------------- | ----------- |
| Red Bull Salzburg      | 46.185      |
| APOEL                  | 37.650      |
| AaB                    | 5.260       |
| Ligavejen              |             |
| Zenit Saint Petersburg | 73.899      |
| Lille                  | 45.300      |
| F.C. København         | 45.260      |
| Standard Liège         | 38.260      |
| Beşiktaş               | 32.840      |
| Dnipro Dnipropetrovsk  | 32.193      |
| Panathinaikos          | 30.220      |
| Feyenoord              | 13.362      |
| Grasshoppers           | 9.645       |
| AEL Limassol           | 7.650       |

| Hold                  | Coeff       |
| Mestervejen           | Mestervejen |
| --------------------- | ----------- |
| Steaua București      | 39.451      |
| Celtic                | 36.813      |
| BATE Borisov          | 33.725      |
| Sparta Prag           | 28.870      |
| Dinamo Zagreb         | 23.925      |
| Ludogorets Razgrad    | 18.125      |
| Maccabi Tel Aviv      | 17.875      |
| Sheriff Tiraspol      | 17.075      |
| Maribor               | 16.200      |
| Legia Warszawa        | 15.275      |
| Partizan              | 14.825      |
| Debrecen              | 10.325      |
| Slovan Bratislava     | 8.700       |
| Aktobe                | 8.150       |
| Ventspils             | 7.750       |
| Qarabağ               | 7.575       |
| HJK                   | 7.435       |
| Dinamo Tbilisi        | 6.975       |
| Malmö FF              | 6.265       |
| KR                    | 5.350       |
| F91 Dudelange         | 4.975       |
| Strømsgodset          | 4.855       |
| The New Saints        | 4.850       |
| St Patrick's Athletic | 4.775       |
| Skënderbeu Korçë      | 4.600       |
| Rabotnički            | 4.550       |
| Valletta              | 4.466       |
| Zrinjski Mostar       | 4.000       |
| Cliftonville          | 3.225       |
| Žalgiris Vilnius      | 3.050       |
| Sutjeska Nikšić       | 2.450       |

| Hold             | Coeff       |
| Mestervejen      | Mestervejen |
| ---------------- | ----------- |
| Levadia Tallinn  | 4.575       |
| HB               | 3.175       |
| FC Santa Coloma  | 2.166       |
| Banants          | 1.325       |
| La Fiorita       | 0.699       |
| Lincoln Red Imps | 0.000       |

## Første kvalifikationsrunde

### Seedning
Der deltog seks hold i første kvalifikationsrunde. Lodtrækningen fandt sted den 23. juli 2014.
| Seedet                             | Useedet                             |
| ---------------------------------- | ----------------------------------- |
| Levadia Tallinn HB FC Santa Coloma | Banants La Fiorita Lincoln Red Imps |

### Kampe
De første kampe blev spillet den 1. og 2. juli. Returkampene blev spillet den 8. juli 2014.
| Hold 1           | Samlet  | Hold 2          | 1. kamp | 2. kamp |
| ---------------- | ------- | --------------- | ------- | ------- |
| FC Santa Coloma  | 3–3 (a) | Banants         | 1–0     | 2–3     |
| Lincoln Red Imps | 3–6     | HB              | 1–1     | 2–5     |
| La Fiorita       | 0–8     | Levadia Tallinn | 0–1     | 0–7     |

#### Første kamp
| 1. juli 2014 20:00 |

| FC Santa Coloma | 1–0     | Banants |
| --------------- | ------- | ------- |
| Pujol 5'        | Rapport |         |

| Estadi Comunal. Andorra la Vella Tilskuere: 323 Dommer: Jens Maae (Danmark) |

| 1. juli 2014 20:30 |

| La Fiorita | 0–1     | Levadia Tallinn |
| ---------- | ------- | --------------- |
|            | Rapport | Tamm 90+3' ·    |

| Stadio Olimpico. Serravalle Tilskuere: 438 Dommer: Dejan Jakimovski (Makedonien) |

| 2. juli 2014 20:00 |

| Lincoln Red Imps        | 1–1     | HB            |
| ----------------------- | ------- | ------------- |
| J. Chipolina 18' (str.) | Rapport | Hanssen 71' · |

| Victoria Stadion. Gibraltar Tilskuere: 1.821 Dommer: Alexandre Boucaut (Belgien) |

#### Returkamp
| 8. juli 2014 16:00 |

| Banants                                      | 3–2     | FC Santa Coloma                    |
| -------------------------------------------- | ------- | ---------------------------------- |
| R. Hovsepyan 29', 56' (str.) · Mashumyan 47' | Rapport | Ildefons Lima 20' · Casals 90+4' · |

| Yerevan Football Academy Stadion. Yerevan Tilskuere: 1.400 Dommer: Nikolay Yordanov (Bulgarien) |

FC Santa Coloma 3–3 Banants samlet. FC Santa Coloma vandt på udebanemål.
| 8. juli 2014 18:00 |

| Levadia Tallinn                                                                       | 7–0     | La Fiorita |
| ------------------------------------------------------------------------------------- | ------- | ---------- |
| Kulinitš 7' · Subbotin 30', 72' · El-Hussieny 48' · Artjunin 75', 90+2' · Tipurić 85' | Rapport |            |

| Kadriorg Stadion. Tallinn Tilskuere: 1.455 Dommer: Chris Reisch (Luxembourg) |

Levadia Tallinn vandt 8–0 samlet.
| 8. juli 2014 20:00 |

| HB                                                               | 5–2     | Lincoln Red Imps              |
| ---------------------------------------------------------------- | ------- | ----------------------------- |
| Hanssen 11', 81' · Jensen 25' · Edmundsson 34' · Benjaminsen 88' | Rapport | Cabrera 50' · J. Duarte 77' · |

| Tórsvøllur. Tórshavn Tilskuere: 1.068 Dommer: Vadims Direktorenko (Letland) |

HB vandt 6–3 samlet.

## Anden kvalifikationsrunde

### Seedning
34 hold deltog i anden kvalifikationsrunde: 31 startede i denne runde, og de tre vindere fra første kvalifikationsrunde. Lodtrækningen fandt sted den 23. juni 2014.
| gruppe 1                                                      | gruppe 1                                                                           | gruppe 2                                                         | gruppe 2                                                         | gruppe 3                                                                     | gruppe 3                                                                              |
| Seedet                                                        | Useedet                                                                            | Seedet                                                           | Useedet                                                          | Seedet                                                                       | Useedet                                                                               |
| ------------------------------------------------------------- | ---------------------------------------------------------------------------------- | ---------------------------------------------------------------- | ---------------------------------------------------------------- | ---------------------------------------------------------------------------- | ------------------------------------------------------------------------------------- |
| BATE Borisov Maccabi Tel Aviv Sheriff Tiraspol Maribor Aktobe | Dinamo Tbilisi Skënderbeu Korçë Zrinjski Mostar Sutjeska Nikšić FC Santa Coloma[†] | Celtic Sparta Prag Partizan Debrecen Slovan Bratislava Ventspils | Malmö FF KR The New Saints Levadia Tallinn[†] Cliftonville HB[†] | Steaua București Dinamo Zagreb Ludogorets Razgrad Legia Warszawa Qarabağ HJK | F91 Dudelange Strømsgodset St Patrick's Athletic Rabotnički Valletta Žalgiris Vilnius |

Noter
1. † Vindere af første kvalifikationsrunde, hvis identitet ikke var kendt på tidspunktet for lodtrækningen.

### Kampe
De første kampe blev spillet den 15. og 16. juli. Returkampene blev spillet den 22. og 23. juli 2014.
| Hold 1             | Samlet  | Hold 2                | 1. kamp | 2. kamp |
| ------------------ | ------- | --------------------- | ------- | ------- |
| BATE Borisov       | 1–1 (u) | Skënderbeu Korçë      | 0–0     | 1–1     |
| FC Santa Coloma    | 0–3[A]  | Maccabi Tel Aviv      | 0–1     | 0–2     |
| Dinamo Tbilisi     | 0–4     | Aktobe                | 0–1     | 0–3     |
| Zrinjski Mostar    | 0–2     | Maribor               | 0–0     | 0–2     |
| Sheriff Tiraspol   | 5–0     | Sutjeska Nikšić       | 2–0     | 3–0     |
| Sparta Prag        | 8–1     | Levadia Tallinn       | 7–0     | 1–1     |
| Malmö FF           | 1–0     | Ventspils             | 0–0     | 1–0     |
| Slovan Bratislava  | 3–0     | The New Saints        | 1–0     | 2–0     |
| KR                 | 0–5[B]  | Celtic                | 0–1     | 0–4     |
| Cliftonville       | 0–2     | Debrecen              | 0–0     | 0–2     |
| Partizan           | 6–1     | HB                    | 3–0     | 3–1     |
| Legia Warszawa     | 6–1     | St Patrick's Athletic | 1–1     | 5–0     |
| Rabotnički         | 1–2     | HJK                   | 0–0     | 1–2     |
| Dinamo Zagreb      | 4–0     | Žalgiris Vilnius      | 2–0     | 2–0     |
| Ludogorets Razgrad | 5–1     | F91 Dudelange         | 4–0     | 1–1     |
| Valletta           | 0–5     | Qarabağ               | 0–1     | 0–4     |
| Strømsgodset       | 0–3     | Steaua București      | 0–1     | 0–2     |

Noter
1. ^ Hjemme- og udekampe byttet rundt efter lodtrækningen, på grund af Israel–Gaza konflikten 2014.[6]
2. ^ Hjemme- og udekampe byttet rundt efter lodtrækningen.

#### Første kamp
| 15. juli 2014 18:30 |

| Valletta | 0–1     | Qarabağ         |
| -------- | ------- | --------------- |
|          | Rapport | Chumbinho 18' · |

| Ta' Qali National Stadion. Ta' Qali Tilskuere: 1.200 Dommer: Adrien Jaccottet (Schweiz) |

| 15. juli 2014 18:45 |

| Slovan Bratislava | 1–0     | The New Saints |
| ----------------- | ------- | -------------- |
| Čikoš 52'         | Rapport |                |

| Štadión Pasienky. Bratislava Tilskuere: 4.838 Dommer: Pavle Radovanović (Montenegro) |

| 15. juli 2014 19:00 |

| BATE Borisov | 0–0     | Skënderbeu Korçë |
| ------------ | ------- | ---------------- |
|              | Rapport |                  |

| Borisov Arena. Barysaw Tilskuere: 12.671 Dommer: Georgi Kabakov (Bulgarien) |

| 15. juli 2014 19:00 |

| Sheriff Tiraspol      | 2–0     | Sutjeska Nikšić |
| --------------------- | ------- | --------------- |
| Mureșan 71' · Isa 87' | Rapport |                 |

| Sheriff Stadion. Tiraspol Tilskuere: 6.351 Dommer: Clayton Pisani (Malta) |

| 15. juli 2014 19:30 |

| Zrinjski Mostar | 0–0     | Maribor |
| --------------- | ------- | ------- |
|                 | Rapport |         |

| Stadion pod Bijelim Brijegom. Mostar Tilskuere: 5.100 Dommer: Carlos del Cerro Grande (Spanien) |

| 15. juli 2014 20:00 |

| FC Santa Coloma | 0–1     | Maccabi Tel Aviv |
| --------------- | ------- | ---------------- |
|                 | Rapport | Prica 64' ·      |

| Estadi Comunal. Andorra la Vella Tilskuere: 494 Dommer: Lasha Silagava (Georgia) |

| 15. juli 2014 20:00 |

| Rabotnički | 0–0     | HJK |
| ---------- | ------- | --- |
|            | Rapport |     |

| Philip II Arena. Skopje Tilskuere: 1.500 Dommer: Tamás Bognár (Ungarn) |

| 15. juli 2014 20:45 |

| Sparta Prag                                                              | 7–0     | Levadia Tallinn |
| ------------------------------------------------------------------------ | ------- | --------------- |
| Lafata 22', 44', 45+4' (str.), 57', 60' · Tipurić 55' (sm.) · Přikyl 84' | Rapport |                 |

| Generali Arena. Prag Tilskuere: 10.152 Dommer: Arnold Hunter (Nordirland) |

| 15. juli 2014 20:45 |

| Cliftonville | 0–0     | Debrecen |
| ------------ | ------- | -------- |
|              | Rapport |          |

| Solitude. Belfast Tilskuere: 1.750 Dommer: Artur Soares Dias (Portugal) |

| 15. juli 2014 20:45 |

| Partizan                        | 3–0     | HB |
| ------------------------------- | ------- | -- |
| Lazović 14', 64' · Škuletić 71' | Rapport |    |

| Partizan Stadion. Beograd Tilskuere: 11.758 Dommer: Sven Bindels (Luxembourg) |

| 15. juli 2014 20:45 |

| Dinamo Zagreb             | 2–0     | Žalgiris Vilnius |
| ------------------------- | ------- | ---------------- |
| Soudani 58' · Antolić 70' | Rapport |                  |

| Stadion Maksimir. Zagreb Tilskuere: 4.211 Dommer: Anthony Taylor (England) |

| 15. juli 2014 21:00 |

| KR | 0–1     | Celtic         |
| -- | ------- | -------------- |
|    | Rapport | McGregor 84' · |

| KR-völlur. Reykjavík Tilskuere: 1.520 Dommer: Andreas Pappas (Grækenland) |

| 16. juli 2014 19:00 |

| Dinamo Tbilisi | 0–1     | Aktobe            |
| -------------- | ------- | ----------------- |
|                | Rapport | Danilo Neco 51' · |

| Dinamo Arena. Tbilisi Tilskuere: 10.100 Dommer: Paweł Raczkowski (Polen) |

| 16. juli 2014 19:00 |

| Malmö FF | 0–0     | Ventspils |
| -------- | ------- | --------- |
|          | Rapport |           |

| Swedbank Stadion. Malmö Tilskuere: 8.831 Dommer: Antti Munukka (Finland) |

| 16. juli 2014 19:00 |

| Ludogorets Razgrad                                     | 4–0     | F91 Dudelange |
| ------------------------------------------------------ | ------- | ------------- |
| Dani Abalo 35' · Bezjak 43' · Anicet 65' · Espinho 68' | Rapport |               |

| Ludogorets Arena. Razgrad Tilskuere: 4.104 Dommer: Richard Trutz (Slovakiet) |

| 16. juli 2014 19:30 |

| Strømsgodset | 0–1     | Steaua București |
| ------------ | ------- | ---------------- |
|              | Rapport | Iancu 49' ·      |

| Marienlyst Stadion. Drammen Tilskuere: 5.056 Dommer: Serdar Gözübüyük (Holland) |

| 16. juli 2014 20:45 |

| Legia Warszawa | 1–1     | St Patrick's Athletic |
| -------------- | ------- | --------------------- |
| Radović 90+1'  | Rapport | Fagan 38' ·           |

| Polish Army Stadion. Warszawa Tilskuere: 11.075 Dommer: Marius Avram (Rumænien) |

#### Returkamp
| 22. juli 2014 17:30 |

| Sutjeska Nikšić | 0–3     | Sheriff Tiraspol                     |
| --------------- | ------- | ------------------------------------ |
|                 | Rapport | Benson 5' · Luvannor 35' · Isa 54' · |

| Stadion kraj Bistrice. Nikšić Tilskuere: 1.450 Dommer: Alexander Harkam (Østrig) |

Sheriff Tiraspol vandt 5–0 samlet.
| 22. juli 2014 18:00 |

| Levadia Tallinn | 1–1     | Sparta Prag   |
| --------------- | ------- | ------------- |
| Teever 68'      | Rapport | Mareček 38' · |

| Kadriorg Stadion. Tallinn Tilskuere: 1.150 Dommer: Antonio Damato (Italien) |

Sparta Prag vandt 8–1 samlet.
| 22. juli 2014 18:00 |

| F91 Dudelange | 1–1     | Ludogorets Razgrad |
| ------------- | ------- | ------------------ |
| Turpel 81'    | Rapport | Bezjak 51' ·       |

| Stade Jos Nosbaum. Dudelange Tilskuere: 842 Dommer: Tobias Welz (Tyskland) |

Ludogorets Razgrad vandt 5–1 samlet.
| 22. juli 2014 18:30 |

| Qarabağ                                              | 4–0     | Valletta |
| ---------------------------------------------------- | ------- | -------- |
| Reynaldo 15' · Chumbinho 48' · Dias 57' · George 80' | Rapport |          |

| Tofiq Bahramov Stadion. Baku Tilskuere: 23.350 Dommer: Sergei Tsinkevich (Hviderusland) |

Qarabağ vandt 5–0 samlet.
| 22. juli 2014 19:30 |

| Maccabi Tel Aviv                 | 2–0     | FC Santa Coloma |
| -------------------------------- | ------- | --------------- |
| Zahavi 62' (str.) · Ben Haim 90' | Rapport |                 |

| Antonis Papadopoulos Stadion. Larnaca[C] Tilskuere: 100 Dommer: Ioannis Anastasiou (Cyprus) |

Maccabi Tel Aviv vandt 3–0 samlet.
| 22. juli 2014 19:45 |

| The New Saints | 0–2     | Slovan Bratislava     |
| -------------- | ------- | --------------------- |
|                | Rapport | Milinković 74', 89' · |

| Belle Vue. Rhyl Tilskuere: 1.140 Dommer: Jakob Kehlet (Danmark) |

Slovan Bratislava vandt 3–0 samlet.
| 22. juli 2014 20:00 |

| Skënderbeu Korçë | 1–1     | BATE Borisov  |
| ---------------- | ------- | ------------- |
| Radaš 67'        | Rapport | Khagush 29' · |

| Skënderbeu Stadion. Korçë Tilskuere: 6.200 Dommer: Ante Vučemilović-Šimunović Jr. (Kroatien) |

BATE Borisov 1–1 Skënderbeu Korçë samlet. BATE Borisov vandt på udebanemål
| 22. juli 2014 20:00 |

| HB         | 1–3     | Partizan                                   |
| ---------- | ------- | ------------------------------------------ |
| Wardum 35' | Rapport | Ninković 49' · Lazović 75' · Grbić 90+1' · |

| Tórsvøllur. Tórshavn Tilskuere: 1.150 Dommer: Dimitar Meckarovski (Makedonien) |

Partizan vandt 6–1 samlet.
| 22. juli 2014 20:15 |

| Žalgiris Vilnius | 0–2     | Dinamo Zagreb               |
| ---------------- | ------- | --------------------------- |
|                  | Rapport | Soudani 46' · Šimunić 49' · |

| LFF Stadion. Vilnius Tilskuere: 4.000 Dommer: Artyom Kuchin (Kazakhstan) |

Dinamo Zagreb vandt 4–0 samlet.
| 22. juli 2014 20:30 |

| Debrecen                 | 2–0     | Cliftonville |
| ------------------------ | ------- | ------------ |
| Mihelič 55' · Sidibe 79' | Rapport |              |

| Nagyerdei Stadion. Debrecen Tilskuere: 9.457 Dommer: Vlado Glodjović (Serbien) |

Debrecen vandt 2–0 samlet.
| 22. juli 2014 20:45 |

| Celtic                             | 4–0     | KR |
| ---------------------------------- | ------- | -- |
| Van Dijk 13', 20' · Pukki 27', 71' | Rapport |    |

| Murrayfield Stadion. Edinburgh[D] Tilskuere: 39.099 Dommer: Andris Treimanis (Letland) |

Celtic vandt 5–0 samlet.
| 23. juli 2014 17:00 |

| Aktobe                                        | 3–0     | Dinamo Tbilisi |
| --------------------------------------------- | ------- | -------------- |
| Antonov 75' · Zyankovich 82' · Aimbetov 90+4' | Rapport |                |

| Aktobe Central Stadion. Aktobe Tilskuere: 12.100 Dommer: Aliyar Ağayev (Azerbaijan) |

Aktobe vandt 4–0 samlet.
| 23. juli 2014 18:00 |

| Ventspils | 0–1     | Malmö FF     |
| --------- | ------- | ------------ |
|           | Rapport | Thelin 19' · |

| Ventspils Olimpiskais Stadions. Ventspils Tilskuere: 3.000 Dommer: Kristo Tohver (Estland) |

Malmö FF vandt 1–0 samlet.
| 23. juli 2014 18:00 |

| HJK                 | 2–1     | Rabotnički   |
| ------------------- | ------- | ------------ |
| Lod 22' · Moren 26' | Rapport | Vujčić 47' · |

| Sonera Stadion. Helsinki Tilskuere: 10.153 Dommer: Neil Doyle (Republic of Ireland) |

HJK vandt 2–1 samlet.
| 23. juli 2014 19:30 |

| Steaua București       | 2–0     | Strømsgodset |
| ---------------------- | ------- | ------------ |
| Râpă 72' · Stanciu 84' | Rapport |              |

| Arena Națională. Bukarest Tilskuere: 25.000 Dommer: Eitan Shemeulevitch (Israel) |

Steaua București vandt 3–0 samlet.
| 23. juli 2014 20:00 |

| Maribor                        | 2–0     | Zrinjski Mostar |
| ------------------------------ | ------- | --------------- |
| Vršič 45' · Ibraimi 57' (str.) | Rapport |                 |

| Ljudski vrt. Maribor Tilskuere: 7.500 Dommer: Sergey Lapochkin (Rusland) |

Maribor vandt 2–0 samlet.
| 23. juli 2014 20:45 |

| St Patrick's Athletic | 0–5     | Legia Warszawa                                                     |
| --------------------- | ------- | ------------------------------------------------------------------ |
|                       | Rapport | Radović 25', 82' · Żyro 69' · Saganowski 87' · Byrne 90+2' (sm.) · |

| Tallaght Stadion. Dublin Tilskuere: 5.500 Dommer: Andreas Ekberg (Sverige) |

Legia Warszawa vandt 6–1 samlet.
Noter
1. ^ Den 17. juli 2014 besluttede UEFA Emergency Panel at israelske klubber skulle spille deres hjemmekampe udenfor landets grænser "indtil andet besluttes" på grund af Israel-Gaza konflikten 2014.[7]
2. ^ Kampen blev spillet på Murrayfield Stadion, Edinburgh da Celtics normale hjemmebane, Celtic Park i Glasgow, blev brugt til Commonwealth Games 2014.

## Tredje kvalifikationsrunde

### Seedning
Samlet 30 hold deltog i tredje kvalifikationsrunde:
- Mestervejen: Tre hold startede i denne runde, sammen med de 17 vindere fra anden kvalifikationsrunde.
- Ligavejen: Ti hold startede i denne runde.

Lodtrækningen fandt sted den 18. juli 2014.
| Mestervejen                                                                      | Mestervejen                                                       | Mestervejen                                                                        | Mestervejen                                         | Ligavejen                                                         | Ligavejen                                                                  |
| gruppe 1                                                                         | gruppe 1                                                          | gruppe 2                                                                           | gruppe 2                                            | Ligavejen                                                         | Ligavejen                                                                  |
| Seedet                                                                           | Useedet                                                           | Seedet                                                                             | Useedet                                             | Seedet                                                            | Useedet                                                                    |
| -------------------------------------------------------------------------------- | ----------------------------------------------------------------- | ---------------------------------------------------------------------------------- | --------------------------------------------------- | ----------------------------------------------------------------- | -------------------------------------------------------------------------- |
| Red Bull Salzburg Celtic[†] BATE Borisov[†] Dinamo Zagreb[†] Sheriff Tiraspol[†] | Legia Warszawa[†] Debrecen[†] Slovan Bratislava[†] Qarabağ[†] AaB | Steaua București[†] APOEL Sparta Prag[†] Ludogorets Razgrad[†] Maccabi Tel Aviv[†] | Maribor[†] Partizan[†] Aktobe[†] Malmö FF[†] HJK[†] | Zenit Sankt Petersborg[‡] Lille København Standard Liège Beşiktaş | Dnipro Dnipropetrovsk[‡] Panathinaikos Feyenoord Grasshoppers AEL Limassol |

Noter
1. † Vinderne af anden kvalifikationsrunde, hvis identitet ikke var kendt på tidspunktet for lodtrækningen. Hold i kursiv slog hold med en højere koefficient i anden kvalifikationsrunde, og tog derfor koefficienten fra deres modstandere i lodtrækningen til tredje runde.
2. ‡ Den 17. juli 2014 besluttede UEFA emergency panel at ukrainske og russiske klubber ikke kunne blive trukket til at møde hinanden "indtil andet besluttes"  på grund af politisk ustabilitet mellem landene.[7] Derfor kunne den russiske klub Zenit Sankt Petersborg og den ukrainske klub Dnipro Dnipropetrovsk ikke trækkes til at møde hinanden.

### Kampe
De første kampe blev spillet 29. og 30. juli og returkampene blev spillet den 5. og 6. august 2014.
| Hold 1                | Samlet      | Hold 2                 | 1. kamp     | 2. kamp     |             |
| Mestervejen           | Mestervejen | Mestervejen            | Mestervejen | Mestervejen | Mestervejen |
| --------------------- | ----------- | ---------------------- | ----------- | ----------- | ----------- |
| Qarabağ               | 2–3         | Red Bull Salzburg      | 2–1         | 0–2         |             |
| Debrecen              | 2–3         | BATE Borisov           | 1–0         | 1–3         |             |
| Slovan Bratislava     | 2–1         | Sheriff Tiraspol       | 2–1         | 0–0         |             |
| AaB                   | 2–1         | Dinamo Zagreb          | 0–1         | 2–0         |             |
| Legia Warszawa        | 4–4 (u)     | Celtic                 | 4–1         | 0–3[E]      |             |
| Aktobe                | 3–4         | Steaua Bukarest        | 2–2         | 1–2         |             |
| Maribor               | 3–2         | Maccabi Tel Aviv       | 1–0         | 2–2         |             |
| HJK                   | 2–4         | APOEL                  | 2–2         | 0–2         |             |
| Sparta Prag           | 4–4 (u)     | Malmö FF               | 4–2         | 0–2         |             |
| Ludogorets Razgrad    | 2–2 (u)     | Partizan               | 0–0         | 2–2         |             |
| Ligavejen             |             |                        |             |             |             |
| AEL Limassol          | 1–3         | Zenit Sankt Petersborg | 1–0         | 0–3         |             |
| Dnipro Dnipropetrovsk | 0–2         | København              | 0–0         | 0–2         |             |
| Feyenoord             | 2–5         | Beşiktaş               | 1–2         | 1–3         |             |
| Grasshoppers          | 1–3         | Lille                  | 0–2         | 1–1         |             |
| Standard Liège        | 2–1         | Panathinaikos          | 0–0         | 2–1         |             |

Noter
1. ^ UEFA gav Celtic en 3–0-sejr fordi Legia Warszawa satte en spilleren Bartosz Bereszyński ind, der havde karantæne i returkampen. Den oprindelige kamp var sluttet med en 2-0-sejr til Legia Warszawa.[10]

#### Første kamp
| 29. juli 2014 19:30 |

| Sparta Prag                      | 4–2     | Malmö FF                          |
| -------------------------------- | ------- | --------------------------------- |
| Lafata 22', 51', 70' · Kováč 52' | Rapport | Forsberg 17' · Kiese Thelin 27' · |

| Generali Arena. Prag Tilskuere: 12.833 Dommer: Halis Özkahya (Tyrkiet) |

| 29. juli 2014 20:15 |

| Slovan Bratislava                | 2–1     | Sheriff Tiraspol |
| -------------------------------- | ------- | ---------------- |
| Žofčák 42' (str.) · Mészáros 85' | Rapport | Ricardinho 74' · |

| Štadión Pasienky. Bratislava Tilskuere: 6.711 Dommer: Stephan Studer (Schweiz) |

| 29. juli 2014 20:30 |

| Debrecen          | 1–0     | BATE Borisov |
| ----------------- | ------- | ------------ |
| Sidibe 56' (str.) | Rapport |              |

| Nagyerdei Stadion. Debrecen Tilskuere: 10.191 Dommer: Szymon Marciniak (Polen) |

| 30. juli 2014 17:00 |

| Aktobe                        | 2–2     | Steaua București             |
| ----------------------------- | ------- | ---------------------------- |
| Korobkin 58' · Arzumanyan 87' | Rapport | Keserü 44' · Prepeliță 78' · |

| Aktobe Central Stadion. Aktobe Tilskuere: 12.200 Dommer: Hüseyin Göçek (Tyrkiet) |

| 30. juli 2014 17:30 |

| Qarabağ                | 2–1     | Red Bull Salzburg |
| ---------------------- | ------- | ----------------- |
| Dias 2' · Reynaldo 86' | Rapport | Soriano 77' ·     |

| Tofiq Bahramov Stadion. Baku Tilskuere: 31.000 Dommer: Serhiy Boyko (Ukraine) |

| 30. juli 2014 18:00 |

| HJK                      | 2–2     | APOEL                            |
| ------------------------ | ------- | -------------------------------- |
| Savage 11', 45+1' (str.) | Rapport | De Vincenti 71' · Sheridan 74' · |

| Sonera Stadion. Helsinki Tilskuere: 10.189 Dommer: Paweł Gil (Polen) |

| 30. juli 2014 18:00 |

| AEL Limassol  | 1–0     | Zenit Sankt Petersborg |
| ------------- | ------- | ---------------------- |
| Gikiewicz 64' | Rapport |                        |

| Antonis Papadopoulos Stadion. Larnaca Tilskuere: 6.700 Dommer: Marijo Strahonja (Kroatien) |

| 30. juli 2014 18:00 |

| Dnipro Dnipropetrovsk | 0–0[F]  | København |
| --------------------- | ------- | --------- |
|                       | Rapport |           |

| NSC Olimpiyskiy. Kyiv[G] Tilskuere: 23.410 Dommer: Andre Marriner (England) |

| 30. juli 2014 19:00 |

| Grasshoppers | 0–2     | Lille                      |
| ------------ | ------- | -------------------------- |
|              | Rapport | Corchia 29' · Mendes 49' · |

| Letzigrund. Zürich Tilskuere: 7.700 Dommer: Aleksei Eskov (Rusland) |

| 30. juli 2014 20:00 |

| Ludogorets Razgrad | 0–0     | Partizan |
| ------------------ | ------- | -------- |
|                    | Rapport |          |

| Ludogorets Arena. Razgrad Tilskuere: 6.000 Dommer: Kenn Hansen (Danmark) |

| 30. juli 2014 20:00 |

| Feyenoord             | 1–2     | Beşiktaş                     |
| --------------------- | ------- | ---------------------------- |
| Te Vrede 90+5' (str.) | Rapport | Pektemek 13' · Koyunlu 71' · |

| De Kuip. Rotterdam Tilskuere: 44.000 Dommer: Luca Banti (Italien) |

| 30. juli 2014 20:00 |

| Standard Liège | 0–0     | Panathinaikos |
| -------------- | ------- | ------------- |
|                | Rapport |               |

| Stade Maurice Dufrasne. Liège Tilskuere: 18.483 Dommer: Carlos Clos Gómez (Spanien) |

| 30. juli 2014 20:15 |

| AaB | 0–1     | Dinamo Zagreb  |
| --- | ------- | -------------- |
|     | Rapport | Brozović 49' · |

| Nordjyske Arena. Aalborg Tilskuere: 9.438 Dommer: Danny Makkelie (Holland) |

| 30. juli 2014 20:30 |

| Maribor     | 1–0     | Maccabi Tel Aviv |
| ----------- | ------- | ---------------- |
| Bohar 90+4' | Rapport |                  |

| Ljudski vrt. Maribor Tilskuere: 8.120 Dommer: Ivan Kružliak (Slovakiet) |

| 30. juli 2014 20:45 |

| Legia Warszawa                              | 4–1     | Celtic        |
| ------------------------------------------- | ------- | ------------- |
| Radović 10', 36' · Żyro 84' · Kosecki 90+1' | Rapport | McGregor 8' · |

| Polish Army Stadion. Warszawa Tilskuere: 22.265 Dommer: Pol van Boekel (Holland) |

Noter
1. ^ Kampen blev udsat i 15 minutter inden starten af anden halvleg på grund af fan-vold.[11]
2. ^ Kampen blev spillet på NSC Olimpiyskiy, Kyiv i stedet for Dnipro Dnipropetrovsks hjemmebane Dnipro-Arena, Dnipropetrovsk, på grund af Pro-russisk-startet politisk ustabilitet.[12]

#### Returkamp
| 5. august 2014 19:30 |

| BATE Borisov                                   | 3–1     | Debrecen            |
| ---------------------------------------------- | ------- | ------------------- |
| A. Valadzko 39' · Rodionov 66' · Krivets 90+4' | Rapport | Sidibe 20' (str.) · |

| Borisov Arena. Barysaw Tilskuere: 12.788 Dommer: Stefan Johannesson (Sverige) |

BATE Borisov vandt 3–2 samlet.
| 5. august 2014 20:00 |

| Maccabi Tel Aviv             | 2–2     | Maribor            |
| ---------------------------- | ------- | ------------------ |
| Ben Haim 42' · Ben Basat 54' | Rapport | Ibraimi 36', 55' · |

| Antonis Papadopoulos Stadion. Larnaca[H] Tilskuere: 752 Dommer: Martin Strömbergsson (Sverige) |

Maribor vandt 3–2 samlet.
| 5. august 2014 20:00 |

| Panathinaikos        | 1–2     | Standard Liège            |
| -------------------- | ------- | ------------------------- |
| Arslanagic 17' (sm.) | Rapport | Mbombo 36' · M'Poku 42' · |

| Apostolos Nikolaidis Stadion. Athen Tilskuere: 14.227 Dommer: Michael Oliver (England) |

Standard Liège vandt 2–1 samlet.
| 5. august 2014 20:30 |

| Lille       | 1–1     | Grasshoppers  |
| ----------- | ------- | ------------- |
| Balmont 19' | Rapport | Abrashi 33' · |

| Stade Pierre-Mauroy. Villeneuve-d'Ascq Tilskuere: 24.882 Dommer: Anastasios Sidiropoulos (Grækenland) |

Lille vandt 3–1 samlet.
| 6. august 2014 18:00 |

| Zenit Sankt Petersborg                        | 3–0     | AEL Limassol |
| --------------------------------------------- | ------- | ------------ |
| Rondón 55' · Danny 88' · Kerzhakov 90' (str.) | Rapport |              |

| Petrovsky Stadion. Sankt Petersborg Tilskuere: 15.417 Dommer: Alexandru Tudor () |

Zenit Sankt Petersborg vandt 3–1 samlet.
| 6. august 2014 18:30 |

| APOEL                                 | 2–0     | HJK |
| ------------------------------------- | ------- | --- |
| Sheridan 17' · De Vincenti 43' (str.) | Rapport |     |

| GSP Stadion. Nicosia Tilskuere: 14.271 Dommer: Liran Liany (Israel) |

APOEL vandt 4–2 samlet.
| 6. august 2014 19:00 |

| Sheriff Tiraspol | 0–0     | Slovan Bratislava |
| ---------------- | ------- | ----------------- |
|                  | Rapport |                   |

| Sheriff Stadion. Tiraspol Tilskuere: 8.753 Dommer: István Vad (Ungarn) |

Slovan Bratislava vandt 2–1 samlet.
| 6. august 2014 19:00 |

| Malmö FF           | 2–0     | Sparta Prag |
| ------------------ | ------- | ----------- |
| Rosenberg 35', 55' | Rapport |             |

| Swedbank Stadion, Malmö Tilskuere: 19.322 Dommer: Ruddy Buquet (Frankrig) |

Sparta Prag 4–4 Malmö FF samlet. Malmö FF vandt på udebanemål.
| 6. august 2014 19:30 |

| Steaua București         | 2–1     | Aktobe        |
| ------------------------ | ------- | ------------- |
| Chipciu 3' · Stanciu 39' | Rapport | Kapadze 85' · |

| Arena Națională, Bukarest Tilskuere: 24.386 Dommer: Miroslav Zelinka (Tjekkiet) |

Steaua București vandt 4–3 samlet.
| 6. august 2014 19:30 |

| Beşiktaş         | 3–1     | Feyenoord  |
| ---------------- | ------- | ---------- |
| Ba 28', 80', 86' | Rapport | Manu 74' · |

| Atatürk Olympiske Stadion, Istanbul Tilskuere: 40.489 Dommer: Felix Zwayer (Tyskland) |

Beşiktaş vandt 5–2 samlet.
| 6. august 2014 20:00 |

| København                  | 2–0     | Dnipro Dnipropetrovsk |
| -------------------------- | ------- | --------------------- |
| Cornelius 36' · Kadrii 52' | Rapport |                       |

| Parken, København Tilskuere: 18.875 Dommer: Duarte Gomes (Portugal) |

København vandt 2–0 samlet.
| 6. august 2014 20:30 |

| Red Bull Salzburg    | 2–0     | Qarabağ |
| -------------------- | ------- | ------- |
| Hinteregger 18', 34' | Rapport |         |

| Red Bull Arena. Wals-Siezenheim Tilskuere: 20.716 Dommer: Bobby Madden (Skotland) |

Red Bull Salzburg vandt 3–2 samlet.
| 6. august 2014 20:45 |

| Dinamo Zagreb | 0–2     | AaB                 |
| ------------- | ------- | ------------------- |
|               | Rapport | Jacobsen 36', 85' · |

| Stadion Maksimir. Zagreb Tilskuere: 8.235 Dommer: Yevhen Aranovskiy (Ukraine) |

AaB vandt 2–1 samlet.
| 6. august 2014 20:45 |

| Celtic | 3–0 Awarded | Legia Warszawa              |
| ------ | ----------- | --------------------------- |
|        | Rapport     | Żyro 36' · Kucharczyk 61' · |

| Murrayfield Stadion. Edinburgh[I] Tilskuere: 35.000 Dommer: Paolo Mazzoleni (Italien) |

Legia Warszawa 4–4 Celtic samlet. Celtic vandt på udebanemål. The Returkamp originally ended 2–0 to Legia Warszawa but they were later ruled to have forfeited the match after fielding suspended player Bartosz Bereszyński as a substitute; Celtic were therefore awarded the Returkamp 3–0.
| 6. august 2014 20:45 |

| Partizan          | 2–2     | Ludogorets Razgrad    |
| ----------------- | ------- | --------------------- |
| Škuletić 30', 35' | Rapport | Marcelinho 19', 21' · |

| Partizan Stadion. Beograd Tilskuere: 18.504 Dommer: Aleksei Kulbakov (Hviderusland) |

Ludogorets Razgrad 2–2 Partizan samlet. Ludogorets Razgrad vandt på udebanemål.
Noter
1. ^ Kampen blev spillet på Murrayfield Stadion, Edinburgh da Celtics hjemmebane, Celtic Park, Glasgow, blev brugt til Commonwealth Games 2014.

## Play-off runden

### Seedning
Samlet tyve hold deltog i play-off runden
- Mestervejen: De vindere fra tredje kvalifikationsrunde.
- Ligavejen: Fem hold startede i denne runde, og de fem vindere fra ligavejens tredje kvalifikationsrunde.

Lodtrækningen fandt sted den 8. august 2014.
| Mestervejen                                                                 | Mestervejen                                                              | Ligavejen                                                       | Ligavejen                                                           |
| Seedet                                                                      | Useedet                                                                  | Seedet                                                          | Useedet                                                             |
| --------------------------------------------------------------------------- | ------------------------------------------------------------------------ | --------------------------------------------------------------- | ------------------------------------------------------------------- |
| Red Bull Salzburg[†] Steaua București[†] APOEL[†] Celtic[†] BATE Borisov[†] | Ludogorets Razgrad[†] Maribor[†] Slovan Bratislava[†] Malmö FF[†] AaB[†] | Arsenal Porto Zenit Sankt Petersborg[†] Bayer Leverkusen Napoli | Athletic Bilbao Lille[†] København[†] Standard Liège[†] Beşiktaş[†] |

Noter
1. † Vindere af tredje kvalifikationsrunde.

### Kampe
Den første kamp blev spillet den 19. og 20. august, og returkampene blev spillet den 26. og 27. august 2014.
| Hold 1            | Samlet      | Hold 2                 | 1. kamp     | 2. kamp     |             |
| Mestervejen       | Mestervejen | Mestervejen            | Mestervejen | Mestervejen | Mestervejen |
| ----------------- | ----------- | ---------------------- | ----------- | ----------- | ----------- |
| Maribor           | 2–1         | Celtic                 | 1–1         | 1–0         |             |
| Red Bull Salzburg | 2–4         | Malmö FF               | 2–1         | 0–3         |             |
| AaB               | 1–5         | APOEL                  | 1–1         | 0–4         |             |
| Steaua Buksrest   | 1–1 (5–6 s) | Ludogorets Razgrad     | 1–0         | 0–1 (efs)   |             |
| Slovan Bratislava | 1–4         | BATE Borisov           | 1–1         | 0–3         |             |
| Ligavejen         |             |                        |             |             |             |
| Beşiktaş          | 0–1         | Arsenal                | 0–0         | 0–1         |             |
| Standard Liège    | 0–4         | Zenit Sankt Petersborg | 0–1         | 0–3         |             |
| København         | 2–7         | Bayer Leverkusen       | 2–3         | 0–4         |             |
| Lille             | 0–3         | Porto                  | 0–1         | 0–2         |             |
| Napoli            | 2–4         | Athletic Bilbao        | 1–1         | 1–3         |             |

#### Første kamp
| 19. august 2014 20:45 |

| Red Bull Salzburg          | 2–1     | Malmö FF       |
| -------------------------- | ------- | -------------- |
| Schiemer 16' · Soriano 54' | Rapport | Forsberg 90' · |

| Red Bull Arena. Wals-Siezenheim Tilskuere: 29.110 Dommer: Nicola Rizzoli (Italien) |

| 19. august 2014 20:45 |

| Steaua București | 1–0     | Ludogorets Razgrad |
| ---------------- | ------- | ------------------ |
| Chipciu 88'      | Rapport |                    |

| Arena Națională. Bukarest Tilskuere: 35.342 Dommer: Felix Brych (Tyskland) |

| 19. august 2014 20:45 |

| Beşiktaş | 0–0     | Arsenal |
| -------- | ------- | ------- |
|          | Rapport |         |

| Atatürk Olympiske Stadion. Istanbul Tilskuere: 41.531 Dommer: Milorad Mažić (Serbien) |

| 19. august 2014 20:45 |

| København                     | 2–3     | Bayer Leverkusen                                  |
| ----------------------------- | ------- | ------------------------------------------------- |
| M. Jørgensen 9' · Amartey 13' | Rapport | Kießling 5' · Bellarabi 31' · Son Heung-min 42' · |

| Parken Stadion. København Tilskuere: 18.221 Dommer: Carlos Velasco Carballo (Spanien) |

| 19. august 2014 20:45 |

| Napoli      | 1–1     | Athletic Bilbao |
| ----------- | ------- | --------------- |
| Higuaín 68' | Rapport | Muniain 41' ·   |

| Stadio San Paolo, Napoli Tilskuere: 49.872 Dommer: Jonas Eriksson (Sverige) |

| 20. august 2014 20:45 |

| Maribor   | 1–1     | Celtic        |
| --------- | ------- | ------------- |
| Bohar 14' | Rapport | McGregor 6' · |

| Ljudski vrt, Maribor Tilskuere: 11.025 Dommer: Pavel Královec (Tjekkiet) |

| 20. august 2014 20:45 |

| AaB         | 1–1     | APOEL          |
| ----------- | ------- | -------------- |
| Thomsen 16' | Rapport | Vinícius 54' · |

| Nordjyske Arena. Aalborg Tilskuere: 9.663 Dommer: Martin Atkinson (England) |

| 20. august 2014 20:45 |

| Slovan Bratislava | 1–1     | BATE Borisov          |
| ----------------- | ------- | --------------------- |
| Vittek 80'        | Rapport | Jablonský 44' (sm.) · |

| Štadión Pasienky. Bratislava Tilskuere: 8.461 Dommer: Olegário Benquerença (Portugal) |

| 20. august 2014 20:45 |

| Standard Liège | 0–1     | Zenit Sankt Petersborg |
| -------------- | ------- | ---------------------- |
|                | Rapport | Shatov 16' ·           |

| Stade Maurice Dufrasne. Liège Tilskuere: 14.435 Dommer: Craig Thomson (Skotland) |

| 20. august 2014 20:45 |

| Lille | 0–1     | Porto         |
| ----- | ------- | ------------- |
|       | Rapport | Herrera 61' · |

| Stade Pierre-Mauroy. Villeneuve-d'Ascq Tilskuere: 33.853 Dommer: Björn Kuipers (Holland) |

#### Returkamp
| 26. august 2014 18:00 |

| Zenit Sankt Petersborg            | 3–0     | Standard Liège |
| --------------------------------- | ------- | -------------- |
| Rondón 30' · Hulk 54' (str.), 58' | Rapport |                |

| Petrovsky Stadion. Sankt Petersborg Tilskuere: 16.017 Dommer: Gianluca Rocchi (Italien) |

Zenit Sankt Petersborg vandt 4–0 samlet.
| 26. august 2014 20:45 |

| Celtic | 0–1     | Maribor       |
| ------ | ------- | ------------- |
|        | Rapport | Tavares 75' · |

| Celtic Park. Glasgow Tilskuere: 55.415 Dommer: Viktor Kassai (Ungarn) |

Maribor vandt 2–1 samlet.
| 26. august 2014 20:45 |

| APOEL                                                         | 4–0     | AaB |
| ------------------------------------------------------------- | ------- | --- |
| Vinícius 29' · De Vincenti 44' · Aloneftis 64' · Sheridan 75' | Rapport |     |

| GSP Stadion. Nicosia Tilskuere: 18.746 Dommer: Willie Collum (Skotland) |

APOEL vandt 5–1 samlet.
| 26. august 2014 20:45 |

| BATE Borisov                                | 3–0     | Slovan Bratislava |
| ------------------------------------------- | ------- | ----------------- |
| Gordeichuk 41' · Krivets 84' · Rodionov 85' | Rapport |                   |

| Borisov Arena. Barysaw Tilskuere: 12.970 Dommer: Wolfgang Stark (Tyskland) |

BATE Borisov vandt 4–1 samlet.
| 26. august 2014 20:45 |

| Porto                      | 2–0     | Lille |
| -------------------------- | ------- | ----- |
| Brahimi 49' · Martínez 69' | Rapport |       |

| Estádio do Dragão. Porto Tilskuere: 45.208 Dommer: Svein Oddvar Moen (Norge) |

Porto vandt 3–0 samlet.
| 27. august 2014 20:45 |

| Malmö FF                                 | 3–0     | Red Bull Salzburg |
| ---------------------------------------- | ------- | ----------------- |
| Rosenberg 11' (str.), 84' · Eriksson 19' | Rapport |                   |

| Swedbank Stadion. Malmö Tilskuere: 20.361 Dommer: Damir Skomina (Slovenien) |

Malmö FF vandt 4–2 samlet.
| 27. august 2014 20:45 |

| Ludogorets Razgrad | 1–0     | Steaua București |
| ------------------ | ------- | ---------------- |
| Wanderson 90'      | Rapport |                  |

| Vasil Levski National Stadion. Sofia Tilskuere: 16.995 Dommer: Alberto Undiano Mallenco (Spanien) |

Steaua București 1–1 Ludogorets Razgrad samlet. Ludogorets Razgrad vandt 6–5 efter straffespark.
| 27. august 2014 20:45 |

| Arsenal       | 1–0     | Beşiktaş |
| ------------- | ------- | -------- |
| Sánchez 45+1' | Rapport |          |

| Emirates Stadion. London Tilskuere: 59.946 Dommer: Pedro Proença (Portugal) |

Arsenal vandt 1–0 samlet.
| 27. august 2014 20:45 |

| Bayer Leverkusen                                            | 4–0     | København |
| ----------------------------------------------------------- | ------- | --------- |
| Son Heung-min 2' · Çalhanoğlu 7' · Kießling 31' (str.), 65' | Rapport |           |

| BayArena. Leverkusen Tilskuere: 23.321 Dommer: Mark Clattenburg (England) |

Bayer Leverkusen vandt 7–2 samlet.
| 27. august 2014 20:45 |

| Athletic Bilbao            | 3–1     | Napoli       |
| -------------------------- | ------- | ------------ |
| Aduriz 61', 69' · Ibai 74' | Rapport | Hamšík 47' · |

| San Mamés. Bilbao Tilskuere: 49.017 Dommer: Cüneyt Çakır (Tyrkiet) |

Athletic Bilbao vandt 4–2 samlet.